# Május 2.
Május 2. az év 122. (szökőévben 123.) napja a Gergely-naptár szerint. Az évből még 243 nap van hátra.
Névnapok: Zsigmond + Atanáz, Aténa, Aténé, Athena, Atina, Borisz, Borocs, Minerva, Nétus, Nétusz, Pellegrin, Peregrina, Ráchel, Ráhel, Rákhel, Rákis, Zoé, Zója

## Események

### Politikai események
- 1219 – I. Leó örmény király halálával trónra lép a kisebbik lánya, I. Izabella (uralkodik haláláig, 1252-ig).
- 1637 – III. Ferdinánd magyar király veszprémi püspökké és főispánná nevezi ki Jakusics Györgyöt.
- 1668 – Az aacheni békeszerződés létrejötte[1] Franciaország és Spanyolország között.
- 1915 – A gorlicei áttörés az első világháborúban: Németország és az Osztrák–Magyar Monarchia hadseregeinek sikeres támadása az oroszok ellen.
- 1977 – Moszkva visszahívja katonai tanácsadóit Szomáliából.
- 1982 – A Falkland-szigeteki háborúban a HMS Conqueror brit atom-tengeralattjáró torpedóval elsüllyeszti a General Belgrano argentin cirkálót (321 ember életét veszti).
- 1989 – A magyar–osztrák határon megkezdődik a műszaki zárrendszer, a „vasfüggöny” felszedése.
- 1990 – Megalakul a Magyarország 1944. március 19-i német megszállását követő első szabadon választott Országgyűlés, amely Göncz Árpádot a Magyar Köztársaság ideiglenes elnökévé választja. (Augusztus 2-ig)
- 2007 – Ismeretlenek ellopják Kádár János csontjait és felesége urnáját a fővárosi Fiumei úti sírkertből.
- 2007 – A moszkvai észt nagykövetség előtt tiltakozó orosz ifjúsági szervezetek egy csoportja megtámadja a svéd nagykövetség autóját, melyben az észt nagykövet, Marina Kaljurand ül.
- 2012 – Az Országgyűlés köztársasági elnökké választja Áder Jánost, aki leteszi az esküt, és az azt követő 8. napon, május 10-én lép hivatalba.

### Tudományos és gazdasági események
- 1964 – Kínaiak elsőként másszák meg a Sisapangma csúcsot (tszf. 8027 m).

### Kulturális események

#### Irodalmi, színházi és filmes események
Nemzetközi Harry Potter nap

### Sportesemények
Formula–1
- 1976 –  spanyol nagydíj, Jarama - Győztes: James Hunt  (McLaren Ford)
- 1999 –  San Marinó-i Nagydíj, Imola - Győztes: Michael Schumacher  (Ferrari)

Egyéb
- 2017 – A Magyar Olimpiai Bizottság közgyűlése Kulcsár Krisztián párbajtőrvívót, a Nemzetközi Vívó Szövetség (FIE) technikai igazgatóját választja a MOB elnökének.[2]

### Egyéb események
- 1947 - A perecesi bánya bejáratánál bányaomlás következtében 9 bányász életét veszti.

## Születések
- 1551 – William Camden angol történész és heraldikus († 1623)
- 1602 – Athanasius Kircher (Kircher Atanáz) német tudós, polihisztor († 1680)
- 1660 – Alessandro Scarlatti itáliai zeneszerző († 1725)
- 1729 – II. (Nagy) Katalin orosz cárnő († 1796)
- 1772 – Novalis (er. Friedrich von Hardenberg) német író († 1801)
- 1813 – Hertelendy Miklós magyar huszárezredes († 1877)
- 1852 – Kada Elek Kecskemét város polgármestere († 1913)
- 1867 – Szabó Péter matematikus, a tanárképző intézeti főgimnázium (a „Minta”) tanára; († 1914).
- 1886 – Gottfried Benn német író, költő († 1956)
- 1889 – Gazda Géza Kossuth-díjas magyar mérnök, sztahanovista, a Gazda-mozgalom névadója († 1981)
- 1903 – Benjamin Spock amerikai gyermekorvos, szakíró († 1998)
- 1911 – Homoródi Lajos magyar földmérő mérnök, geofizikus  († 1982)
- 1916 – Zambó János magyar bányamérnök, az MTA tagja († 2000)
- 1921 – Ponori Thewrewk Aurél (Kiejtése "Török") magyar csillagász, szakíró († 2014)
- 1928 – Peter Jopp brit autóversenyző († 2008)
- 1932 – Mahrer Emil Balázs Béla-díjas magyar film- és televíziórendező, a Magyar Televízió örökös tagja († 2007)
- 1935 – B. Nagy Pál olimpiai bajnok magyar vívó
- 1935 – II. Fejszál iraki király, Irak utolsó királya († 1958)
- 1936 – Mendelényi Tamás magyar kardvívó, olimpiai bajnok († 1999)
- 1937 – Ray Calcutt brit autóversenyző
- 1938 – Bakody József Aase-díjas magyar színész, a Veszprémi Petőfi Színház örökös tagja († 2023)
- 1941 – Tony Adamowicz amerikai autóversenyző († 2016)
- 1942 – Jacques Rogge belga sportvezető, a Nemzetközi Olimpiai Bizottság nyolcadik elnöke († 2021)
- 1946 – David Suchet angol színész
- 1947 – Tonk Sándor erdélyi magyar történész († 2003)
- 1956 – Csák György magyar színész, rendező
- 1957 − Hardy Mihály magyar újságíró, médiaszakértő, PR-igazgató, a Klubrádió főszerkesztő-helyettese
- 1957 − Leviczky Klára magyar színésznő
- 1964 – Mészáros Zoltán magyar színész
- 1970 – Geszler Dorottya műsorvezető
- 1972 – Dwayne „The Rock” Johnson amerikai színész, birkózó
- 1974 – Hertelendy Attila magyar színész
- 1975 – David Beckham angol labdarúgó
- 1976 – Bereczki Zoltán magyar színész
- 1977 – Megyesi László magyar labdarúgó
- 1982 – Vigh Melinda, magyar paramászó († 2021)
- 1985 – Lily Allen angol énekesnő
- 1985 – Alekszandr Szaidgerejevics Galimov orosz jégkorongozó († 2011)
- 1985 – Poroszlay Kristóf magyar színész
- 1990 – Albert Costa Balboa spanyol autóversenyző
- 1990 – Ozan Dolunay török színész
- 2002 – Thomas Nadalini olasz rövidpályás gyorskorcsolyázó, ifjúsági olimpikon
- 2015 – Sarolta brit királyi hercegnő

## Halálozások
- 1219 – I. Leó örmény király (* 1150)
- 1519 – Leonardo da Vinci itáliai festő, szobrász, feltaláló (* 1452)
- 1718 – Askenázi Cevi budai rabbi (* 1660)
- 1757 – Festetics József magyar katona, vezérőrnagy-lovassági tábornok, híres császári hadvezér (* 1691)
- 1857 – Alfred de Musset francia író, költő, drámaíró (* 1810)
- 1892 – Hermann Burmeister német zoológus és entomológus (* 1807)
- 1907 – Forster Géza magyar mezőgazdász, agrárpolitikus (* 1850)
- 1913 – Láng Adolf műépítész, a magyar historizmus képviselője (* 1848)
- 1925 – Johann Palisa osztrák csillagász, százhuszonkét kisbolygó felfedezője (* 1848)
- 1946 – Kovarcz Emil nyilas politikus, tárca nélküli miniszter (* 1899)
- 1972 – John Edgar Hoover, az FBI igazgatója (* 1895)
- 1979 – Giulio Natta Nobel-díjas olasz kémikus, a Natta-projekció kidolgozója (* 1903)
- 1980 – George Pal (er: Marincsák György Pál) magyar származású amerikai filmproducer (* 1908)
- 1988 – Déry Mária magyar színésznő (* 1933)
- 1990 – David Rappaport angol törpe színész (* 1951)
- 1992 – John Eccles Nobel-díjas ausztrál neurofiziológus (* 1903)
- 1993 – id. Máthé Imre botanikus, agrobotanikus, az MTA tagja (* 1911)
- 1998 – hide japán zenész, az X Japan egykori gitárosa. (* 1964)
- 1999 – Oliver Reed angol színész (* 1938)
- 2001 – Bill Homeier amerikai autóversenyző (* 1918)
- 2004 – Bill Taylor (William L. Taylor) amerikai autóversenyző (* 1918)
- 2011 – Oszáma bin Láden Al-Káida szaúd-arábiai militáns iszlamista, az al-Káida terrorszervezet egyik feltételezett alapítója (* 1957)
- 2017 – Komlós Péter kétszeres Kossuth-díjas magyar hegedűművész, a Bartók vonósnégyes alapítója, primáriusa (* 1935)

## Nemzeti ünnepek, emléknapok, világnapok
- Szlovénia – a munka ünnepe második napja (munkaszüneti nap)